# قلعه میرزابای
قلعه میرزابای یک منطقهٔ مسکونی در تاجیکستان است که در ولایت سغد واقع شده‌است.